# 济州牧官衙
济州牧官衙（：／）是济州岛上朝鲜王朝时代濟州牧的衙署所在地，位于濟州市。

## 历史
自耽羅时代已经在此设立主要官衙设施，是朝鲜时代的政治行政中心，根据《弘化閣記》记载总共有58处建筑物206间房屋，於日本統治期間被拆毁，仅剩观德亭留存。1991年启动发掘遗址重建复原计划。1993年3月31日被指定为大韓民國指定史蹟第380号。重建过程中，济州市民还捐赠5万张瓦片帮助修复。2002年12月复原完成。目前包括观德亭、友连堂、弘化阁、瀛洲协堂、延曦阁、橘林堂、望京楼、下马碑、济州牧历史馆以及《耽羅巡歷圖》体验馆在内的景点。

## 參觀資訊
- 營業時間：上午九点至下午六点，全年无休
- 票价：成人1500韩元、青少年800韩元、儿童400韩元